# Лахвичи
Лахвичи (укр. Лахвичі) — село в Любешовской поселковой общине Камень-Каширского района Волынской области Украины.
До 2020 года входило в Любешовский район.
Код КОАТУУ — 0723188702. Население по переписи 2001 года составляет 498 человек. Почтовый индекс — 44241. Телефонный код — 3362. Занимает площадь 0,69 км².

## Известные люди
В селе родился украинский экономист Михаил Хвесик.